# Imber
Imber est un village inhabité, dit « fantôme », servant de zone d'entraînement à l'Armée britannique. Il se trouve dans la Salisbury Plain (Angleterre), dans le comté de Wiltshire.
En 1943, en pleine guerre, lorsque des troupes supplémentaires sont arrivées dans la zone et que l'entraînement s'est intensifié avant le jour J du débarquement de Normandie, il a été décidé que la sécurité des villageois ne pouvait plus être garantie. Le 1er novembre, les habitants d'Imber et de Tyneham ont eu 47 jours pour évacuer, après quoi aucun habitant n'est revenu.